# Star Wars
Star Wars (Brasil: Guerra nas Estrelas / Portugal: Guerra das Estrelas) é uma franquia do tipo space opera estadunidense criada pelo cineasta George Lucas, que conta com uma série de nove filmes de fantasia científica e dois spin-offs. O primeiro filme foi lançado apenas com o título Star Wars, em 25 de maio de 1977, e tornou-se um fenômeno mundial inesperado de cultura popular, sendo responsável pelo início da "era dos blockbusters", que são superproduções cinematográficas que fazem sucesso nas bilheterias e viraram franquias com brinquedos, jogos eletrônicos, livros, etc. Foi seguido por duas sequências, The Empire Strikes Back e Return of the Jedi, lançadas com intervalos de três anos, formando a trilogia original, que segue o trio icônico formado por Luke Skywalker, Han Solo e Princesa Leia, que luta pela Aliança Rebelde para derrubar o tirano Império Galáctico; paralelamente ocorre a jornada de Luke para se tornar um cavaleiro Jedi e a luta contra Darth Vader, um ex-Jedi que sucumbiu ao Lado Sombrio da Força e ao Imperador.
Depois de 16 anos sem filmes novos, uma nova trilogia chamada de prequela teve início em 1999, com The Phantom Menace. Esta volta no tempo para contar como Anakin Skywalker se transformou em Darth Vader e acompanha a queda da Ordem Jedi e da República Galáctica, substituída pelo Império. Sendo também lançada com intervalos de três anos, com o último lançado em 2005. As reações à trilogia original foram extremamente positivas, enquanto a trilogia prequela recebeu reações mistas tanto da crítica especializada como do público. Mesmo assim, todos os filmes foram bem sucedidos nas bilheterias e receberam indicações ou ganharam prêmios no Óscar.
Em 2008, foi lançado o filme de animação Star Wars: The Clone Wars, um spin-off piloto para série de animação de mesmo título. Neste ano foi divulgado a soma da bilheteria arrecadada com os seis episódios existentes, que totalizava aproximadamente 4,41 bilhões de dólares. Após a estreia do episódio VII,VIII,IX e Rogue One, este valor ultrapassou 10 bilhões, fazendo de Star Wars a segunda série cinematográfica com maior bilheteria da história. E é a maior franquia da história do cinema, com a soma dos filmes e produtos equivalente a mais que 30 bilhões de dólares. Esta gerou diversos subprodutos, incluindo jogos eletrônicos, desenhos animados, livros e quadrinhos, o que resultou na criação do universo expandido da saga. Em 2012, a The Walt Disney Company comprou a Lucasfilm por 4,05 bilhões de dólares e anunciou uma nova trilogia de filmes, chamada de "trilogia sequela", uma sequência que continuará a saga da família Skywalker após Retorno de Jedi. Esta trilogia terá um intervalo de dois anos entre os filmes, e nesses intervalos, a Disney lançará spin-offs no universo expandido, que se passam durante os episódios das trilogias. O primeiro capítulo dessa fase, sob o título de The Force Awakens, estreou em 18 de dezembro de 2015, recebendo aclamação da crítica, e tornou-se a maior estreia da franquia. Seguido por, Rogue One, o primeiro spin-off lançado em 16 de dezembro de 2016.
O antigo universo expandido foi construído de modo não-canônico pela Lucasfilm em 2014, e seu material agora é lançado na Disney com o selo Legends, que tenta organizar o universo expandido, que contêm histórias contraditórias. Levando em consideração a nova trilogia, que conta uma história diferente do antigo canônico, a Disney considerou apenas os sete filmes e a série Clone Wars como canônico. O novo universo expandido entrou em vigor em 2014, com o primeiro produto oficial de Star Wars após a compra pela Disney, o Star Wars Rebels. Diferente do Legends, as histórias do novo universo expandido são supervisionadas pela Lucasfilm Story Group, fundado pela Kathleen Kennedy (presidente da Lucasfilm) com objetivo de manter a continuidade entre todos os produtos (filmes, livros, séries, quadrinhos e jogos) da franquia.

## História
A série teve início com o simples título Star Wars, escrito e dirigido por George Lucas, lançado em 25 de maio de 1977. Na época da sua estreia se tornou a maior bilheteria de todos os tempos, arrecadando US$ 775 398 007 milhões de dólares e ganhando sete prêmios no Óscar.
A 20th Century Fox desacreditando um filme que ambientado no espaço, permitiu que George Lucas tivesse todos os direitos do filme. O sucesso garantiu a ele dinheiro suficiente para abrir sua própria empresa cinematográfica: a Lucasfilm e, o filme foi transformado em uma franquia e série, ganhando produtos derivados.
Em 1978, Star Wars teve um especial de Natal para TV, o The Star Wars Holiday Special exibido pela CBS, sendo notório por ter uma grande recepção negativa e nunca ter sido exibido novamente na televisão ou lançado em DVD. George Lucas não teve envolvimento significativo na produção e demonstrou decepção com o resultado final.
Seguido pelo fiasco natalino, vieram sequências de sucesso nos cinemas: The Empire Strikes Back lançado em 21 de maio de 1980, considerado pela crítica e público o melhor filme da série, pelo seu equilíbrio entre momentos sombrios e dramáticos. A trilogia foi fechada pelo Return of the Jedi lançado em 25 de maio de 1983, que apesar do sucesso comercial recebeu críticas pelo seu tom leve. Após o lançamento de O Império Contra-Ataca, Star Wars (1977) ganhou o subtítulo "Episódio IV: Uma Nova Esperança". Isto ocorreu porque na época George Lucas tinha anunciado a "trilogia prequela", lançada no final dos anos 90, e a trilogia original seria os capítulos 4, 5 e 6 da saga.
Na década de 80, por causa do sucesso dos ewoks entre as crianças, foram lançados os filmes para TV: Caravan of Courage: An Ewok Adventure (1984) e sua sequência, Ewoks: The Battle for Endor (1985). Os Ewoks também ganharam uma série animada exibida entre 1985-87 na ABC assim como os droids C3PO e R2-D2 tiveram também na ABC uma série animada entre 1985-86.

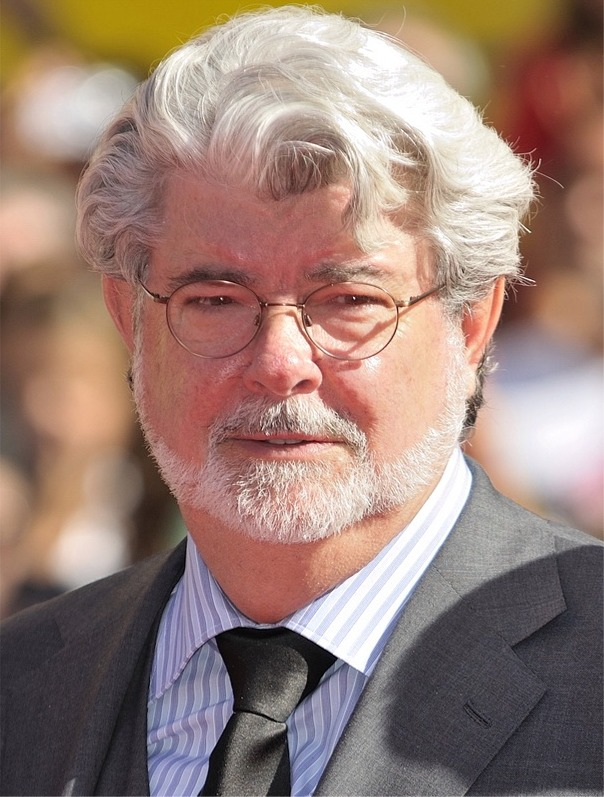
George Lucas, o criador da série Star Wars, se inspirou no conceito mitológico de Jornada do Herói do Joseph Campbell para criar a série.

Nos relançamentos para o cinema em 1997, para comemorar o 20° aniversário de Star Wars, foram inseridas modificações nos filmes originais, motivadas primariamente pelo avanço da tecnologia de efeitos especiais, o que permitira a realização de cenas impossíveis de serem feitas na época das filmagens originais.
George Lucas continuou a modificar a trilogia original em relançamentos subsequentes, como por exemplo no lançamento do primeiro DVD em 21 de setembro de 2004. A recepção dessas edições especiais foi mista, com fãs criando petições e edições próprias para restaurar cópias da trilogia original.
Durante a convenção "Star Wars Celebration V" (em Agosto de 2010), George Lucas confirmou que iria relançar toda a saga em Blu-Ray, pois em janeiro de 2010, o presidente da 20th Century Fox, Mike Dunn, anunciou que os filmes seriam lançados em setembro de 2011. Os discos incluem documentários, entrevistas, cenas apagadas e inéditas, além de mais modificações.
Mais de duas décadas após o lançamento do filme original Star Wars, a Trilogia Prequela começou com o aguardado The Phantom Menace, lançado em 19 de maio de 1999. Mesmo sendo um sucesso de bilheteria, teve recepção mista da crítica e do público. Foi seguido por: Attack of the Clones, lançado em 16 de maio de 2002, também um sucesso de bilheteria com morna recepção e por fim Revenge of the Sith, lançado em 19 de maio de 2005. É o mais elogiado pela crítica e pelo público da trilogia prequela, e listado pelo Rotten Tomatoes em 2007 como um dos "100 melhores filmes de ficção científica de todos os tempos".
Durante a produção da trilogia prequela, George Lucas disse várias vezes que não iria produzir uma nova trilogia, ou sequência de Return of the Jedi porque "a saga é sobre a tragédia de Anakin Skywalker, e a história acaba quando Luke redime seu pai". Apesar de existir rumores e relatos que ele escreveu uma história pós-Retorno de Jedi sobre os netos de Anakin, George Lucas disse que eram apenas sinopses vagas, sem uma história.
Em 2003 a Lucasfilm fecha contrato com o animador Genndy Tartakovski para a produção de uma série animada em 2D que seria exibida no canal Cartoon Network intitulada Guerras Clônicas, posteriormente lançada em DVD em dois volumes. A série servia de ponte para a chegada de Revenge of the Sith aos cinemas, pois narra os acontecimentos que imediatamente antecedem o início do terceiro filme, incluindo o momento onde Mestre Jedi Mace Windu consegue usar a Força para pressionar o peito do General Grievous quando entrava em sua nave com o sequestrado Chanceler Palpatine, explicando assim o motivo de sua tosse.
Em 18 de agosto de 2008, foi lançado Star Wars: A Guerra dos Clones, um filme de animação via computação gráfica que serviria como introdução para série de TV do mesmo título. Sendo a segunda série de animação sobre a guerra que ocorre entre os episódios II e III, também exibida pelo Cartoon Network entre 2008 a 2014. A série apresentou uma nova personagem principal, Ahsoka Tano, padawan de Anakin. Clone Wars foi substituída por Star Wars Rebels, que ocorre entre os episódio III e IV, primeira série de Star Wars lançada pela Disney, em outubro de 2014, exibida atualmente no Disney XD.
Em 2012, George Lucas vendeu a produtora Lucasfilm para a The Walt Disney Company por 4 bilhões e uma nova trilogia foi anunciada. Lucas participou apenas como consultor criativo nos novos filmes, afirmando que: "Eu sempre disse que não iria fazer mais nada, e não vou, mas isso não significa que eu não possa deixar a Kathleen (presidente da Lucasfilm) fazer mais". A história do episódio VII tem base em uma breve sinopse escrita por George Lucas com roteiro de Michael Arndt, Lawrence Kasdan e J.J. Abrams (também diretor do filme). O primeiro filme da nova trilogia chamado The Force Awakens, estreou em circuito mundial em 17 de dezembro de 2015, tendo em apenas 5 dias faturamento de 300 milhões nos Estados Unidos e mais de 600 milhões ao redor do mundo, tornando-se a maior estreia de todos os tempos.
Em 2005 George Lucas tinha anunciado o desenvolvimento do projeto de uma série de TV live-action (com atores reais) ambientada nos anos entre os Episódios III e IV, porém com enredo não focado nos personagens conhecidos mas em situações de conflitos políticos entre planetas e contrabandistas. O projeto chegou a tal estágio que alguns roteiristas concluíram histórias para serem usadas nos novos episódios, porém em 2011 o produtor Rick McCallum declarou que o projeto seria engavetado aguardando uma melhor evolução da tecnologia, visando redução de custos. Com a aquisição da franquia pela Disney, o material da série live-action teria sido aproveitado em Star Wars Rebels. Em 2013, o diretor executivo da Disney, Bob Iger, confirmou o desenvolvimento de dois filmes antológicos dentro do universo expandido de Star Wars, com o primeiro deles, Rogue One, que estreou em 16 de dezembro de 2016. Diferente da saga principal, as antologias não se focam na família Skywalker.

### Episódios em ordem de lançamento
| Filme                               | Data de estreia        | Diretor(es)       | Roteirista(s)                                 | História(s)                                                  | Produtor(es)                                       |
| Trilogia original                   | Trilogia original      | Trilogia original | Trilogia original                             | Trilogia original                                            | Trilogia original                                  |
| ----------------------------------- | ---------------------- | ----------------- | --------------------------------------------- | ------------------------------------------------------------ | -------------------------------------------------- |
| Episódio 4 - Uma Nova Esperança     | 25 de maio de 1977     | George Lucas      | George Lucas                                  | George Lucas                                                 | Gary Kurtz                                         |
| Episódio 5 - O Império Contra-Ataca | 21 de maio de 1980     | Irvin Kershner    | Lawrence Kasdan e Leigh Brackett              | George Lucas                                                 | Gary Kurtz                                         |
| Episódio 6 - O Retorno de Jedi      | 25 de maio de 1983     | Richard Marquand  | Lawrence Kasdan e George Lucas                | George Lucas                                                 | Howard Kazanjian                                   |
| Trilogia Prequela                   |                        |                   |                                               |                                                              |                                                    |
| Episódio 1 - A Ameaça Fantasma      | 19 de maio de 1999     | George Lucas      | George Lucas                                  | George Lucas                                                 | Rick McCallum                                      |
| Episódio 2 - Ataque dos Clones      | 16 de maio de 2002     | George Lucas      | George Lucas e Jonathan Hales                 | George Lucas                                                 | Rick McCallum                                      |
| Episódio 3 - A Vingança dos Sith    | 19 de maio de 2005     | George Lucas      | George Lucas                                  | George Lucas                                                 | Rick McCallum                                      |
| Trilogia Sequela                    |                        |                   |                                               |                                                              |                                                    |
| Episódio 7 - O Despertar da Força   | 18 de dezembro de 2015 | J. J. Abrams      | J. J. Abrams, Lawrence Kasdan e Michael Arndt | J. J. Abrams, Lawrence Kasdan e Michael Arndt                | Kathleen Kennedy, J. J. Abrams e Bryan Burk        |
| Episódio 8 - Os Últimos Jedi        | 14 de dezembro de 2017 | Rian Johnson      | Rian Johnson                                  | Rian Johnson                                                 | Kathleen Kennedy e Ram Bergman                     |
| Episódio 9 - A Ascensão Skywalker   | 19 de dezembro de 2019 | J. J. Abrams      | J. J. Abrams e Chris Terrio                   | J. J. Abrams, Chris Terrio, Derek Connolly e Colin Trevorrow | Kathleen Kennedy, J. J. Abrams e Michelle Rejwan   |
| Antologias                          |                        |                   |                                               |                                                              |                                                    |
| Rogue One: Uma História Star Wars   | 16 de dezembro de 2016 | Gareth Edwards    | Chris Weitz e Tony Gilroy                     | John Knoll e Gary Whitta                                     | Kathleen Kennedy, Allison Shearmur e Simon Emanuel |
| Solo: Uma História Star Wars        | 25 de maio de 2018     | Ron Howard        | Lawrence Kasdan e Jonathan Kasdan             | Lawrence Kasdan e Jonathan Kasdan                            | Kathleen Kennedy, Allison Shearmur e Simon Emanuel |
| Rogue Squadron                      | 22 de dezembro de 2023 | Patty Jenkins     | Patty Jenkins                                 | Patty Jenkins                                                | Kathleen Kennedy                                   |

### Episódios de acordo com enredo
- Star Wars: Episódio I - A Ameaça Fantasma (1999)
- Star Wars: Episódio II - Ataque dos Clones (2002)
- Star Wars: Episódio III - A Vingança dos Sith (2005)
- Solo: Uma História Star Wars (2018)
- Rogue One: Uma História Star Wars (2016)
- Star Wars: Episódio IV - Uma nova esperança (1977)
- Star Wars: Episódio V - O Império Contra-Ataca (1980)
- Star Wars: Episódio VI - O Retorno de Jedi (1983)
- Star Wars: Episódio VII - O Despertar da Força (2015)
- Star Wars: Episódio VIII - Os Últimos Jedi (2017)
- Star Wars: Episódio IX - The Rise of Skywalker (2019)

## Cronologia
| Filmes e séries | Filmes e séries                     | Calendário ficcional (em anos) | Calendário ficcional (em anos) | Calendário ficcional (em anos) | Calendário ficcional (em anos) | Calendário ficcional (em anos) | Calendário ficcional (em anos) | Calendário ficcional (em anos) | Calendário ficcional (em anos) | Calendário ficcional (em anos) | Calendário ficcional (em anos) | Calendário ficcional (em anos) | Calendário ficcional (em anos) | Calendário ficcional (em anos) | Calendário ficcional (em anos) | Calendário ficcional (em anos) | Calendário ficcional (em anos) | Calendário ficcional (em anos) | Calendário ficcional (em anos) | Calendário ficcional (em anos) | Calendário ficcional (em anos) | Calendário ficcional (em anos) | Calendário ficcional (em anos) | Calendário ficcional (em anos) | Calendário ficcional (em anos) | Calendário ficcional (em anos) | Calendário ficcional (em anos) | Calendário ficcional (em anos) | Calendário ficcional (em anos) | Calendário ficcional (em anos) | Calendário ficcional (em anos) | Calendário ficcional (em anos) | Calendário ficcional (em anos) | Calendário ficcional (em anos) | Calendário ficcional (em anos) | Calendário ficcional (em anos) | Calendário ficcional (em anos) | Calendário ficcional (em anos) | Calendário ficcional (em anos) | Calendário ficcional (em anos) | Calendário ficcional (em anos) | Calendário ficcional (em anos) | Calendário ficcional (em anos) | Calendário ficcional (em anos) | Calendário ficcional (em anos) | Calendário ficcional (em anos) | Calendário ficcional (em anos) | Calendário ficcional (em anos) | Calendário ficcional (em anos) | Calendário ficcional (em anos) | Calendário ficcional (em anos) |
| Filmes e séries | Filmes e séries                     | Antes da Batalha de Yavin      | Antes da Batalha de Yavin      | Antes da Batalha de Yavin      | Antes da Batalha de Yavin      | Antes da Batalha de Yavin      | Antes da Batalha de Yavin      | Antes da Batalha de Yavin      | Antes da Batalha de Yavin      | Antes da Batalha de Yavin      | Antes da Batalha de Yavin      | Antes da Batalha de Yavin      | Antes da Batalha de Yavin      | Antes da Batalha de Yavin      | Antes da Batalha de Yavin      | Antes da Batalha de Yavin      | Antes da Batalha de Yavin      | Antes da Batalha de Yavin      | Antes da Batalha de Yavin      | Antes da Batalha de Yavin      | Antes da Batalha de Yavin      | Antes da Batalha de Yavin      | Antes da Batalha de Yavin      | Antes da Batalha de Yavin      | Antes da Batalha de Yavin      | Antes da Batalha de Yavin      | Antes da Batalha de Yavin      | Antes da Batalha de Yavin      | Antes da Batalha de Yavin      | Antes da Batalha de Yavin      | Antes da Batalha de Yavin      | Depois da Batalha de Yavin     | Depois da Batalha de Yavin     | Depois da Batalha de Yavin     | Depois da Batalha de Yavin     | Depois da Batalha de Yavin     | Depois da Batalha de Yavin     | Depois da Batalha de Yavin     | Depois da Batalha de Yavin     | Depois da Batalha de Yavin     | Depois da Batalha de Yavin     | Depois da Batalha de Yavin     | Depois da Batalha de Yavin     | Depois da Batalha de Yavin     | Depois da Batalha de Yavin     | Depois da Batalha de Yavin     | Depois da Batalha de Yavin     | Depois da Batalha de Yavin     | Depois da Batalha de Yavin     | Depois da Batalha de Yavin     | Depois da Batalha de Yavin     |
| Filmes e séries | Filmes e séries                     | 33                             | 32                             | 31                             | 30–24                          | 23                             | 22                             | 21                             | 20                             | 19                             | 18                             | 17                             | 16                             | 15                             | 14                             | 13                             | 12                             | 11                             | 10                             | 9                              | 8                              | 7                              | 6                              | 5                              | 4                              | 3                              | 2                              | 1                              | 0                              | 0                              | 0                              | 0                              | 1                              | 2                              | 3                              | 4                              | 5                              | 6                              | 7                              | 8                              | 9                              | 10                             | 11                             | 12–31                          | 32                             | 33                             | 34                             | 34                             | 35                             | 36-49                          | 50                             |
| --- | ----------------------------------- | ------------------------------ | ------------------------------ | ------------------------------ | ------------------------------ | ------------------------------ | ------------------------------ | ------------------------------ | ------------------------------ | ------------------------------ | ------------------------------ | ------------------------------ | ------------------------------ | ------------------------------ | ------------------------------ | ------------------------------ | ------------------------------ | ------------------------------ | ------------------------------ | ------------------------------ | ------------------------------ | ------------------------------ | ------------------------------ | ------------------------------ | ------------------------------ | ------------------------------ | ------------------------------ | ------------------------------ | ------------------------------ | ------------------------------ | ------------------------------ | ------------------------------ | ------------------------------ | ------------------------------ | ------------------------------ | ------------------------------ | ------------------------------ | ------------------------------ | ------------------------------ | ------------------------------ | ------------------------------ | ------------------------------ | ------------------------------ | ------------------------------ | ------------------------------ | ------------------------------ | ------------------------------ | ------------------------------ | ------------------------------ | ------------------------------ | ------------------------------ |
| A Ameaça Fantasma Ataque dos Clones A Vingança dos Sith |                                     |                                | I                              |                                |                                |                                | II                             |                                |                                | III                            |                                |                                |                                |                                |                                |                                |                                |                                |                                |                                |                                |                                |                                |                                |                                |                                |                                |                                |                                |                                |                                |                                |                                |                                |                                |                                |                                |                                |                                |                                |                                |                                |                                |                                |                                |                                |                                |                                |                                |                                |                                |
| Uma Nova Esperança O Império Contra-Ataca O Regresso de Jedi |                                     |                                |                                |                                | IV                             | IV                             | V                              | VI                             |                                |                                |                                |                                |                                |                                |                                |                                |                                |                                |                                |                                |                                |                                |                                |                                |                                |                                |                                |                                |                                |                                |                                |                                |                                |                                |                                |                                |                                |                                |                                |                                |                                |                                |                                |                                |                                |                                |                                |                                |                                |                                |                                |
| O Despertar da Força Os Últimos Jedi A Ascensão de Skywalker |                                     |                                |                                |                                |                                | VII                            | VIII                           | IX                             |                                |                                |                                |                                |                                |                                |                                |                                |                                |                                |                                |                                |                                |                                |                                |                                |                                |                                |                                |                                |                                |                                |                                |                                |                                |                                |                                |                                |                                |                                |                                |                                |                                |                                |                                |                                |                                |                                |                                |                                |                                |                                |                                |
| Rogue One Solo |                                     | a                              | R1                             |                                |                                |                                |                                |                                |                                |                                |                                |                                |                                |                                |                                |                                |                                |                                |                                |                                |                                |                                |                                |                                |                                |                                |                                |                                |                                |                                |                                |                                |                                |                                |                                |                                |                                |                                |                                |                                |                                |                                |                                |                                |                                |                                |                                |                                |                                |                                |                                |
| Rogue One Solo | a                                   | S                              |                                |                                |                                |                                |                                |                                |                                |                                |                                |                                |                                |                                |                                |                                |                                |                                |                                |                                |                                |                                |                                |                                |                                |                                |                                |                                |                                |                                |                                |                                |                                |                                |                                |                                |                                |                                |                                |                                |                                |                                |                                |                                |                                |                                |                                |                                |                                |                                |                                |
| The Clone Wars (+ Filme) The Bad Batch Obi-Wan Kenobi Rebels Andor Resistance The Mandalorian O Livro de Boba Fett Ahsoka |                                     | Clone Wars                     | Clone Wars                     | Clone Wars                     | Clone Wars                     |                                |                                |                                |                                |                                |                                |                                |                                |                                |                                |                                |                                |                                |                                |                                |                                |                                |                                |                                |                                |                                |                                |                                |                                |                                |                                |                                |                                |                                |                                |                                |                                |                                |                                |                                |                                |                                |                                |                                |                                |                                |                                |                                |                                |                                |                                |
| The Clone Wars (+ Filme) The Bad Batch Obi-Wan Kenobi Rebels Andor Resistance The Mandalorian O Livro de Boba Fett Ahsoka |                                     |                                | BB                             |                                |                                |                                |                                |                                |                                |                                |                                |                                |                                |                                |                                |                                |                                |                                |                                |                                |                                |                                |                                |                                |                                |                                |                                |                                |                                |                                |                                |                                |                                |                                |                                |                                |                                |                                |                                |                                |                                |                                |                                |                                |                                |                                |                                |                                |                                |                                |                                |
| The Clone Wars (+ Filme) The Bad Batch Obi-Wan Kenobi Rebels Andor Resistance The Mandalorian O Livro de Boba Fett Ahsoka |                                     | K                              |                                |                                |                                |                                |                                |                                |                                |                                |                                |                                |                                |                                |                                |                                |                                |                                |                                |                                |                                |                                |                                |                                |                                |                                |                                |                                |                                |                                |                                |                                |                                |                                |                                |                                |                                |                                |                                |                                |                                |                                |                                |                                |                                |                                |                                |                                |                                |                                |                                |
| The Clone Wars (+ Filme) The Bad Batch Obi-Wan Kenobi Rebels Andor Resistance The Mandalorian O Livro de Boba Fett Ahsoka |                                     | Rebels                         | Rebels                         | Rebels                         | Rebels                         | Rebels                         | Rebels                         | b                              |                                |                                |                                |                                |                                |                                |                                |                                |                                |                                |                                |                                |                                |                                |                                |                                |                                |                                |                                |                                |                                |                                |                                |                                |                                |                                |                                |                                |                                |                                |                                |                                |                                |                                |                                |                                |                                |                                |                                |                                |                                |                                |                                |
| The Clone Wars (+ Filme) The Bad Batch Obi-Wan Kenobi Rebels Andor Resistance The Mandalorian O Livro de Boba Fett Ahsoka | Andor                               |                                |                                |                                |                                |                                |                                |                                |                                |                                |                                |                                |                                |                                |                                |                                |                                |                                |                                |                                |                                |                                |                                |                                |                                |                                |                                |                                |                                |                                |                                |                                |                                |                                |                                |                                |                                |                                |                                |                                |                                |                                |                                |                                |                                |                                |                                |                                |                                |                                |                                |
| The Clone Wars (+ Filme) The Bad Batch Obi-Wan Kenobi Rebels Andor Resistance The Mandalorian O Livro de Boba Fett Ahsoka |                                     |                                |                                |                                |                                | Resistance                     |                                |                                |                                |                                |                                |                                |                                |                                |                                |                                |                                |                                |                                |                                |                                |                                |                                |                                |                                |                                |                                |                                |                                |                                |                                |                                |                                |                                |                                |                                |                                |                                |                                |                                |                                |                                |                                |                                |                                |                                |                                |                                |                                |                                |                                |
| The Clone Wars (+ Filme) The Bad Batch Obi-Wan Kenobi Rebels Andor Resistance The Mandalorian O Livro de Boba Fett Ahsoka | M                                   |                                |                                |                                |                                |                                |                                |                                |                                |                                |                                |                                |                                |                                |                                |                                |                                |                                |                                |                                |                                |                                |                                |                                |                                |                                |                                |                                |                                |                                |                                |                                |                                |                                |                                |                                |                                |                                |                                |                                |                                |                                |                                |                                |                                |                                |                                |                                |                                |                                |                                |
| The Clone Wars (+ Filme) The Bad Batch Obi-Wan Kenobi Rebels Andor Resistance The Mandalorian O Livro de Boba Fett Ahsoka | BF                                  |                                |                                |                                |                                |                                |                                |                                |                                |                                |                                |                                |                                |                                |                                |                                |                                |                                |                                |                                |                                |                                |                                |                                |                                |                                |                                |                                |                                |                                |                                |                                |                                |                                |                                |                                |                                |                                |                                |                                |                                |                                |                                |                                |                                |                                |                                |                                |                                |                                |                                |
| The Clone Wars (+ Filme) The Bad Batch Obi-Wan Kenobi Rebels Andor Resistance The Mandalorian O Livro de Boba Fett Ahsoka | A                                   |                                |                                |                                |                                |                                |                                |                                |                                |                                |                                |                                |                                |                                |                                |                                |                                |                                |                                |                                |                                |                                |                                |                                |                                |                                |                                |                                |                                |                                |                                |                                |                                |                                |                                |                                |                                |                                |                                |                                |                                |                                |                                |                                |                                |                                |                                |                                |                                |                                |                                |
| Era | Era                                 | Queda dos Jedi                 | Queda dos Jedi                 | Queda dos Jedi                 | Queda dos Jedi                 | Queda dos Jedi                 | Queda dos Jedi                 | Queda dos Jedi                 | Queda dos Jedi                 | Queda dos Jedi                 | Ascensão do Império            | Ascensão do Império            | Ascensão do Império            | Ascensão do Império            | Ascensão do Império            | Ascensão do Império            | Ascensão do Império            | Ascensão do Império            | Ascensão do Império            | Ascensão do Império            | Ascensão do Império            | Ascensão do Império            | Ascensão do Império            | Era da Rebelião                | Era da Rebelião                | Era da Rebelião                | Era da Rebelião                | Era da Rebelião                | Era da Rebelião                | Era da Rebelião                | Era da Rebelião                | Era da Rebelião                | Era da Rebelião                | Era da Rebelião                | Era da Rebelião                | Era da Rebelião                | Era da Rebelião                | A Nova República               | A Nova República               | A Nova República               | A Nova República               | A Nova República               | A Nova República               | A Nova República               | A Nova República               | Ascensão da Primeira Ordem     | Ascensão da Primeira Ordem     | Ascensão da Primeira Ordem     | Ascensão da Primeira Ordem     |                                | A Nova Ordem Jedi              |
| \| \| Prequela (Episódios I–III) \| \| \| Trilogia Original (Episódios IV–VI) \| \| \| Sequela (Episódios VII–IX) \| \| \| Filmes A Star Wars Story \| \| \| Séries \| a: Prólogo b: Epílogo Os episódios da web série Star Wars: Força do Destino passam-se em alturas diferentes, o que dificulta a sua inserção no cronograma. Também estão excluídos minisséries, contos, bandas desenhadas e livros do cânone oficial do Star-Wars, bem como o parque temático Star Wars: Galaxy’s Edge (entre VIII e IX). A cronologia usa o calendário ficcional do universo Star-Wars em anos antes e depois da Batalha de Yavin. A Batalha de Yavin IV representa o final do Episódio IV, em que Luke Skywalker e os rebeldes destroem a primeira Estrela da Morte. |                                     |                                |                                |                                |                                |                                |                                |                                |                                |                                |                                |                                |                                |                                |                                |                                |                                |                                |                                |                                |                                |                                |                                |                                |                                |                                |                                |                                |                                |                                |                                |                                |                                |                                |                                |                                |                                |                                |                                |                                |                                |                                |                                |                                |                                |                                |                                |                                |                                |                                |                                |
| | Prequela (Episódios I–III)          |                                |                                |                                |                                |                                |                                |                                |                                |                                |                                |                                |                                |                                |                                |                                |                                |                                |                                |                                |                                |                                |                                |                                |                                |                                |                                |                                |                                |                                |                                |                                |                                |                                |                                |                                |                                |                                |                                |                                |                                |                                |                                |                                |                                |                                |                                |                                |                                |                                |                                |
| | Trilogia Original (Episódios IV–VI) |                                |                                |                                |                                |                                |                                |                                |                                |                                |                                |                                |                                |                                |                                |                                |                                |                                |                                |                                |                                |                                |                                |                                |                                |                                |                                |                                |                                |                                |                                |                                |                                |                                |                                |                                |                                |                                |                                |                                |                                |                                |                                |                                |                                |                                |                                |                                |                                |                                |                                |
| | Sequela (Episódios VII–IX)          |                                |                                |                                |                                |                                |                                |                                |                                |                                |                                |                                |                                |                                |                                |                                |                                |                                |                                |                                |                                |                                |                                |                                |                                |                                |                                |                                |                                |                                |                                |                                |                                |                                |                                |                                |                                |                                |                                |                                |                                |                                |                                |                                |                                |                                |                                |                                |                                |                                |                                |
| | Filmes A Star Wars Story            |                                |                                |                                |                                |                                |                                |                                |                                |                                |                                |                                |                                |                                |                                |                                |                                |                                |                                |                                |                                |                                |                                |                                |                                |                                |                                |                                |                                |                                |                                |                                |                                |                                |                                |                                |                                |                                |                                |                                |                                |                                |                                |                                |                                |                                |                                |                                |                                |                                |                                |
| | Séries                              |                                |                                |                                |                                |                                |                                |                                |                                |                                |                                |                                |                                |                                |                                |                                |                                |                                |                                |                                |                                |                                |                                |                                |                                |                                |                                |                                |                                |                                |                                |                                |                                |                                |                                |                                |                                |                                |                                |                                |                                |                                |                                |                                |                                |                                |                                |                                |                                |                                |                                |

## Enredo dos episódios
A Trilogia Prequela conta a juventude de Anakin Skywalker (Darth Vader), um garoto escravo no planeta Tatooine, concebido (sem pai) pelos simbiontes midi-chlorians em sua mãe Shmi Skywalker. Ele é descoberto pelo Cavaleiro Jedi Qui-Gon Jinn, acreditando que este seja o "Escolhido", previsto por uma profecia para trazer equilíbrio à Força e destruir os Sith, por ser um garoto prodígio com talento de pilotagem, engenharia, precognição e elevado potencial da Força. O Conselho Jedi, liderado por Yoda, pressente que o futuro de Anakin é obscurecido pelo medo mas, relutantemente, concorda que o aprendiz de Qui-Gon, Obi-Wan Kenobi, treine Anakin após o Lord Sith Darth Maul assassinar Qui-Gon. Paralelamente, o planeta Naboo está sob ataque e sua governante, a Rainha Padmé Amidala, busca o auxílio dos Jedi para repelir o ataque da Federação do Comércio. O Lorde Sith Darth Sidious planejou secretamente um ataque, para dar a seu alter-ego, o Senador Palpatine, um pretexto para fazer motim e derrubar o Chanceler Supremo da República Galáctica e tomar seu lugar (Episódio I).

Poster promocional de A Ameaça Fantasma, mostrando o jovem Anakin Skywalker (Jake Lloyd), protagonista da trilogia prequela, com a sombra do que ele vai se tornar no futuro: Darth Vader

A sequência mostra Anakin aos 19 anos como um relacionamento amigável porém conflituoso com seu mestre Obi-Wan e atormentado por emoções fortes: paixão e ódio, sentimentos proibidos para os Jedi. Após ter uma visão onde sua mãe está em perigo, ele volta a Tatooine para vê-la mas descobre que ela foi sequestrada e morta pelo povo da areia; Anakin sucumbe ao ódio e friamente extermina o povo da areia. Ele se entrega ao amor ao se apaixonar e casar secretamente com Padmé, agora senadora, a qual foi ordenada proteger após esta sofrer uma tentativa de assassinato. Paralelamente, a República está em crise com os Separatistas - liderados pelo Lord Sith Conde Dookan - mas Obi-Wan descobre um exército de clones criados para ajudar os Jedi a defender a República dos Separatistas, dando início a Guerras Clônicas, planejadas por Sidious/Palpatine para destruir os Jedi e atrair Anakin para seu lado (Episódio II).
Três anos depois, o separatista Dookan é morto por Anakin e é revelado que Padmé está grávida. O Jedi tem uma visão profética da sua esposa morrendo no parto, semelhante o que ocorreu com sua mãe, e Palpatine o convence que apenas o lado sombrio concentra poder para salvar a vida dela; ele também engana Anakin afirmando que os Jedi querem tomar o poder da República. Desesperado e com a fé nos Jedi abalada, Anakin submete-se ao lado sombrio adotando o nome Sith de Darth Vader, enquanto Palpatine transforma a República no tirânico Império Galáctico — se auto nomeando imperador vitalício —. A Ordem 66 é colocada em prática e os clones exterminam os Jedi com a ajuda de Vader que também mata os líderes separatistas em Mustafar acabando com as guerras clônicas. Ocorre um duelo entre Vader e Obi-Wan, onde o mestre derrotou seu ex-discípulo, amputando suas pernas e abandonando-o moribundo à margem de um rio de lava. Palpatine chega ao local em seguida, salvando Vader e colocando-o em uma armadura mecânica que preserva a sua vida. Enquanto isso, Padmé morre ao dar à luz os gêmeos Luke e Leia, que crescem escondidos de Vader, sem saber quem são os pais verdadeiros (Episódio III).
Os eventos da trilogia original começam 19 anos depois, enquanto Vader supervisiona a estação espacial Estrela da Morte, que permitirá ao Império esmagar a Aliança Rebelde (formada para combater a tirania de Palpatine) liderada pela Princesa Leia Organa que está com o projeto/plano da Estrela da Morte roubados pelos Rebeldes. Mas Vader captura Leia, que esconde o plano e uma mensagem no dróide R2-D2, que em seguida juntamente com o colega C-3PO escapa para o planeta Tatooine, onde são adquiridos por Luke Skywalker e seu tio e tia. Enquanto Luke limpa R2-D2, aciona acidentalmente a mensagem implantada por Leia, implorando o socorro de Obi-Wan Kenobi. Assim, Luke ajuda os dróides a encontrarem o Cavaleiro Jedi que, fingindo de ermitão, sob a alcunha de Ben Kenobi, diz ao Luke conhecer seu pai. Contou que Anakin era um excelente Jedi e que foi traído e assassinado por Vader.
Após os tios de Luke serem mortos pelo Império, este junta-se a Obi-Wan e contratam o contrabandista Han Solo e seu co-piloto Wookiee Chewbacca para levá-los a Alderaan. O planeta natal de Leia, que é posteriormente destruído pela Estrela da Morte. Após invadirem a estação espacial, Obi-Wan sacrifica-se e deixa que Vader o mate durante um duelo de sabres de luz; permitindo assim que o grupo escape com Leia e os planos que ajudarão os rebeldes a destruir a Estrela da Morte. Mas Obi-Wan atinge a imortalidade, semelhante ao seu mestre Qui-Gon, e continua se comunicando com Luke na forma de um espectro luminoso. Orientado por Obi-Wan e com ajuda de Han, Luke consegue usar a Força para destruir a Estrela da Morte, em seguida, ele e Han são condecorados por Leia (Episódio IV).

Mark Hamill como Luke Skywalker, o protagonista da trilogia original e responsável pela redenção de Anakin Skywalker.

Três anos depois, os rebeldes esmagados pelo Império, recuam para o planeta Hoth, mas são descobertos por Vader e uma batalha ocorre, a Aliança Rebelde, apesar de despedaçada, consegue escapar. Durante a batalha, Obi-Wan Kenobi orienta Luke para ir para Dagobah encontrar Yoda para iniciar o treino Jedi. Mas o treinamento é interrompido quando Darth Vader o atrai para uma armadilha após congelar Han Solo em carbonita e capturar Leia, Chewbacca e C-3PO. Na armadilha Luke e Vader chegam a uma gigantesca e profunda área redonda de ventilação e manutenção, onde Vader corta a mão direita de Luke usando o sabre de luz, ficando pendurado em uma antena exausto e ferido. Quando Vader revela ser o pai de Luke (Anakin Skywalker) tentando seduzi-lo para o lado sombrio, enquanto a equipe Lando, C-3PO, R2-D2, Chewie e Leia lutam contra os stormtroopers para chegar à nave Millenium Falcon. Vader oferece uma aliança a Luke, para destruírem o Imperador e governarem juntos a Galáxia. Mas Luke recusa unir-se ao assassino Vader e se joga no abismo, caindo em um sistema de ventilação que o lança para fora da cidade suspensa, mas segura-se em uma pequena antena abaixo da cidade. Luke escapa com a ajuda de Leia e Lando Calrissian, mas Han é levado pelo caçador de recompensas Boba Fett. (Episódio V) 
Um ano depois, Luke resgata Han Solo das mãos do gângster Jabba the Hutt e retorna para finalizar seu treinamento, encontrando Yoda à beira da morte, que antes de falecer confirma que Vader é seu pai; momentos depois, Obi-Wan diz a Luke que deve enfrentar Vader para se tornar um Cavaleiro Jedi e revela por fim que Leia é sua irmã gêmea.
Enquanto os Rebeldes atacam uma segunda Estrela da Morte, Luke confronta Vader perante a presença do Imperador Palpatine, que deseja que o filho mate o pai e se torne seu novo discípulo. Durante o duelo, Luke sucumbe à sua raiva e domina brutalmente Vader, mas controla-se no último minuto ao perceber que estaria prestes a sofrer o mesmo destino do pai. Assim poupa sua vida e declara orgulhosamente sua lealdade aos Jedi, então furioso, Palpatine tenta matar Luke, neste momento a visão do filho sendo eletrocutado faz Vader se recompor e elimina seu mestre, sofrendo ferimentos mortais no processo. Redimido, Anakin Skywalker cumpre a profecia do Escolhido e morre nos braços de seu filho e Luke torna-se definitivamente um Jedi. Han e Leia finalmente assumem o relacionamento, enquanto os Rebeldes destroem a estação espacial e o Império. (Episódio VI)
30 anos após a queda do Império, Luke Skywalker está desaparecido, e na sua ausência surgiu a Primeira Ordem, liderada por uma criatura do lado sombrio, Líder Supremo Snoke, que quer reaver o Império e luta contra a Resistência, comandada por Leia e apoiada pela Nova República. Poe Dameron, um piloto da Resistência, vai a Jakku encontrar-se com Lor San Tekka, um antigo aliado que tem um mapa com o paradeiro de Luke. Mas a Primeira Ordem chega e captura Poe; mas tarde ele escapa com ajuda de Finn, um stormtrooper desertor; o droide BB-8 foge com o possível mapa do paradeiro de Luke e para nas mãos de Rey, uma sucateira, piloto e com grande conhecimentos de mecânica, que vive sozinha esperando o retorno de sua família. Na fuga, Finn e Poe são atingidos, Poe some e Finn acaba encontrando Rey e ambos fogem da Primeira Ordem na Millennium Falcon. Eventualmente encontram Han Solo e Chewbacca que estavam procurando a nave e eles vão para Fortaleza Pirata de Maz Kanata pedir ajuda, uma sensitiva a Força com mais de 1 000 anos. Han e Leia tiveram um filho, Ben Solo (Kylo Ren), que caiu para o lado sombrio após ser seduzido por Snoke e desejar ser poderoso como seu avô Darth Vader. Este foi treinado por Luke, mas o traiu e destruiu a Academia Jedi de Skywalker, Luke depois disso, se sentindo culpado, foi atrás do primeiro Templo Jedi; Han e Leia acabaram se separando na tragédia.

Daisy Ridley como Rey, protagonista da nova trilogia.

Rey eventualmente encontra o sabre de luz de Anakin Skywalker na Fortaleza Pirata, e tem uma visão na Força, Maz Kanata diz que o sabre pertenceu a Anakin e Luke, e agora "chama" por Rey, mas ela o rejeita e vai embora. A Primeira Ordem chega na Fortaleza atrás dos mapas, com ajuda da Resistência e do Poe, Han, Finn e Chewbacca conseguem escapar, mas Rey é capturada por Kylo Ren. Ele tenta tirar informações dela, mas ela poderosa na Força e ele não consegue. Depois de se encontrarem com Leia na base da Resistência, Han, Chewbacca e Finn vão resgatar Rey e também desligar os escudos da super arma da Primeira Ordem, Starkiller, que destruiu um sistema estelar inteiro da República, enquanto Poe e seu esquadrão atacam a super arma, Rey consegue escapar usando seus poderes da Força. Han e Chewbacca implantam explosivos na super arma; logo depois Han encontra o filho e tenta trazê-lo para o lado da luz novamente, mas Kylo Ren engana o pai e o mata friamente com o sabre. Leia sente sua morte na Força. A Resistência consegue destruir a super arma enquanto Finn e Rey tentam fugir antes que ela expluda mas são detidos por Kylo Ren que atinge Rey e duela com Finn, que usa o sabre de Anakin, mas Kylo vence e fere Finn. Rey recompõe-se pega o sabre de Anakin e luta ferozmente com Kylo Ren derrotando ele, mas não o consegue matar. Em seguida, Rey escapa da Starkiller na Millennium Falcon com ajuda de Chewbacca. O droide R2-D2, que estava em modo hibernação, completa o mapa do templo onde estava Luke e Rey vai encontrá-lo. (Episódio VII).
Integrantes da Resistência liderados pela General Leia Organa abandonam sua base principal quando uma frota da Primeira Ordem alcança o planeta onde eles estão. Após a batalha, as naves da Resistência fogem na velocidade da luz. Leia repreende Poe Dameron por um contra-ataque que, embora bem-sucedido, causou a perda de muitas vidas e naves; ao mesmo tempo, o Líder Supremo Snoke repreende o General Hux por ter deixado a Resistência escapar. Hux, entretanto, está usando um rastreador que consegue seguir naves na velocidade da luz, e inicia uma perseguição com a Resistência, que consegue manter distância, mas o combustível das naves, que também mantém o funcionamento dos escudos, está perto de acabar. Durante um ataque, Kylo Ren hesita em atirar na nave líder da Resistência ao sentir que Leia, sua mãe, está lá, mas caças TIE atiram e destroem a ponte de comando, matando muitos dos líderes que lá estavam, incluindo o célebre Almirante Ackbar. Leia consegue se salvar usando a Força, mas fica inconsciente e severamente ferida, e assume o comando a Vice-almirante Amilyn Holdo. Desaprovando sua estratégia passiva, Poe, Finn, BB-8 e a mecânica de naves Rose Tico pensam num plano para desarmar o dispositivo de rastreamento da Primeira Ordem e contactam Maz Kanata, que indica um mercenário quebrador de códigos (decodificador, o popular "hacker") que está em uma cidade-cassino chamada Canto Bight, no planeta Cantonica, e que usa uma flor vermelha na lapela.
Tendo chegado no planeta Ahch-To com Chewbacca e R2-D2 a bordo da Millenium Falcon, Rey encontra Luke Skywalker. Luke, entretanto, mesmo após saber da morte de Han Solo, frustra suas expectativas recusando-se a ensiná-la por causa de sua frustração com Ben Solo – que tornou-se Kylo Ren. Escondida de Luke, Rey começa a se comunicar com Kylo Ren através de visões e telepatia. Convencido por R2-D2, que lhe mostra a gravação original de Leia pedindo ajuda a Ben Kenobi, Luke resolve iniciar Rey nos caminhos da Força, mas também conta a ela seus erros como Mestre Jedi. Luke e Kylo contam a Rey diferentes versões do incidente que levou Kylo para o lado escuro da Força e Luke para o exílio. Sem conseguir convencer Luke a juntar-se à Resistência, Rey vai embora de Ahch-To sem ele, disposta a confrontar Kylo Ren sozinha, pois ainda sente que há luz dentro dele. Luke vê o espírito de seu mestre, Yoda, que destrói o templo Jedi de Ahch-To e lhe ensina que o fracasso é capaz de ensinar muito mais que o sucesso, e que ele não deve perder Rey.
Na nave da Resistência, Amilyn Holdo revela seu plano de fugir discretamente em pequenas naves de transporte camufladas. Considerando a estratégia covarde e arriscada, Poe instiga um motim e prende Holdo. Finn, Rose e BB-8 seguem para Canto Bight e entram num cassino frequentado por ricos vendedores de armas. Eles encontram o homem com a flor vemelha, mas são presos pela polícia por estacionarem a nave em local proibido. Na cadeia, eles encontram DJ, que diz ser capaz de quebrar os códigos que eles precisam, em troca de dinheiro. Com a ajuda de algumas crianças escravas, eles conseguem escapar de Canto Bight junto com DJ, e eles de fato conseguem adentrar a nave, mas são descobertos pela Capitã Phasma e capturados – BB-8 consegue escapar. Enquanto isso, Rey chega na mesma nave da Primeira Ordem onde eles estão e é imediatamente capturada por Kylo Ren, que a leva a Snoke, que demonstra ser muito mais poderoso que ela. Rey tenta convencer Kylo a juntar-se à Resistência. Snoke revela que ele foi o responsável pela comunicação mental entre Rey e Kylo, e tudo era parte de um plano seu para destruir Luke Skywalker. Ao receber ordem para matar Rey, Kylo mentaliza a ira para matar o inimigo e engana Snoke, matando-o, usando o sabre de luz por telecinese, ao invés de matar Rey. Kylo e Rey lutam juntos contra os guardas de Snoke; após a batalha, Kylo revela que os pais de Rey eram dois sucateiros que a abandonaram em troca de bebida, e pede a Rey que se junte a ele para juntos governarem a galáxia. Rey recusa e pede que ele se junte à Resistência. Ambos usam a Força um contra o outro, Rey consegue escapar e Kylo autodeclara-se o novo Líder Supremo.
Finalmente recuperada, Leia neutraliza Poe e solta Amilyn Holdo, dando início à fuga nas naves menores. Holdo sacrifica-se permanecendo na nave principal para dar cobertura, enquanto as demais naves escaparam para o planeta Crait, que tem uma antiga base da Aliança Rebelde abandonada. Na nave da Primeira Ordem, DJ, que estava sendo preso junto com Finn e Rose, os trai revelando os planos de evacuação da Resistência. Naves da Primeira Ordem começam a atacar as pequenas naves da Resistência e destroem quase todas, mas Holdo acelera sua nave à velocidade da luz na direção da nave da Primeira Ordem, destruindo-a num ataque kamikaze. As pequenas naves restantes conseguem entrar na antiga base da Aliança Rebelde em Crait. BB-8 liberta Rose e Finn, que escapam após derrotarem a Capitã Phasma, e juntam-se aos sobreviventes em Crait. Quando a Primeira Ordem chega no planeta, Poe, Finn e Rose juntam-se num ataque usando velhos armamentos, mas começam a perder a batalha. Chewbacca chega pilotando a Millenium Falcon com Rey e leva os caças TIE com ele, destruindo-os numa perseguição nas cavernas.
Rose salva Finn, que estava prestes a se matar indo de encontro à arma usada pela Primeira Ordem para invadir a base. Luke aparece e confronta Kylo sozinho, dando à Resistência tempo para escapar pelos fundos da base. Kylo tenta golpear Luke mas descobre que ele é na verdade apenas uma projeção – Luke ainda está em Ahch-To. Luke desafia Kylo dizendo-lhe que não é o último Jedi, enquanto Rey levita pedras usando a Força nos fundos da base, permitindo à Resistência escapar. Em Ahch-To, Luke, exausto pelo esforço da projeção, desaparece da mesma forma que Yoda, unindo-se à Força. Os poucos integrantes da Resistência escapam a bordo da Millenium Falcon. Ao ser questionada, Leia afirma que tudo que a rebelião precisa para se reerguer está a bordo daquela pequena nave onde eles estão.
Em Canto Bight, uma das crianças escravas que ajudou Finn e Rose a escapar ficou com um anel que tem o símbolo da Resistência. Esta criança, sem perceber, usa a Força rapidamente para pegar uma vassoura, e a empunha como se fosse um sabre de luz ao olhar para as estrelas no céu. (Episódio VIII)

## Personagens
| Personagem                      | Filme                             | Filme                | Filme                                                  | Filme                                                                               | Filme                                                                               | Filme | Filme                                 | Filme                                 |
| Personagem                      | The Phantom Menace                | Attack of the Clones | Revenge of the Sith                                    | A New Hope                                                                          | The Empire Strikes Back                                                             | Return of the Jedi                                                                                             | The Force Awakens                     | The Last Jedi                         |
| ------------------------------- | --------------------------------- | -------------------- | ------------------------------------------------------ | ----------------------------------------------------------------------------------- | ----------------------------------------------------------------------------------- | --- | ------------------------------------- | ------------------------------------- |
| Anakin Skywalker (Darth Vader)  | Jake Lloyd                        | Hayden Christensen   | Hayden Christensen James Earl Jones (voz; Darth Vader) | David Prowse James Earl Jones (voz)                                                 | David Prowse James Earl Jones (voz)                                                 | Vader: David Prowse James Earl Jones (voz) Anakin: Sebastian Shaw Hayden Christensen (lançamento em DVD, 2004) |                                       |                                       |
| Obi-Wan Kenobi                  | Ewan McGregor                     | Ewan McGregor        | Ewan McGregor                                          | Alec Guinness                                                                       | Alec Guinness                                                                       | Alec Guinness                                                                                                  | Alec Guinness e Ewan McGregor (voz)   |                                       |
| R2-D2                           | Kenny Baker                       | Kenny Baker          | Kenny Baker                                            | Kenny Baker                                                                         | Kenny Baker                                                                         | Kenny Baker | Kenny Baker                           | Kenny Baker                           |
| C-3PO                           | Anthony Daniels                   | Anthony Daniels      | Anthony Daniels                                        | Anthony Daniels                                                                     | Anthony Daniels                                                                     | Anthony Daniels                                                                                                | Anthony Daniels                       | Anthony Daniels                       |
| Yoda                            | Frank Oz (voz)                    | Frank Oz (voz)       | Frank Oz (voz)                                         |                                                                                     | Frank Oz (voz)                                                                      | Frank Oz (voz)                                                                                                 | Frank Oz (voz)                        | Frank Oz (voz)                        |
| Sheev Palpatine (Darth Sidious) | Ian McDiarmid                     | Ian McDiarmid        | Ian McDiarmid                                          |                                                                                     | Clive Revill (voz) Ian McDiarmid (lançamento em DVD, 2004)                          | Ian McDiarmid                                                                                                  |                                       |                                       |
| Qui-Gon Jinn                    | Liam Neeson                       | Liam Neeson (voz)    |                                                        |                                                                                     |                                                                                     | |                                       |                                       |
| Nute Gunray                     | Silas Carson                      | Silas Carson         | Silas Carson                                           |                                                                                     |                                                                                     | |                                       |                                       |
| Padmé Amidala                   | Natalie Portman                   | Natalie Portman      | Natalie Portman                                        |                                                                                     |                                                                                     | |                                       |                                       |
| Capitão Panaka                  | Hugh Quarshie                     |                      |                                                        |                                                                                     |                                                                                     | |                                       |                                       |
| Sio Bibble                      | Oliver Ford Davies                | Oliver Ford Davies   | Oliver Ford Davies                                     |                                                                                     |                                                                                     | |                                       |                                       |
| Jar Jar Binks                   | Ahmed Best (voz)                  | Ahmed Best (voz)     | Ahmed Best (voz)                                       |                                                                                     |                                                                                     | |                                       |                                       |
| Boss Nass                       | Brian Blessed (voz)               |                      |                                                        |                                                                                     |                                                                                     | |                                       |                                       |
| Sabé                            | Keira Knightley                   |                      |                                                        |                                                                                     |                                                                                     | |                                       |                                       |
| Darth Maul                      | Ray Park Peter Serafinowicz (voz) |                      |                                                        |                                                                                     |                                                                                     | |                                       |                                       |
| Watto                           | Andy Secombe (voz)                | Andy Secombe (voz)   |                                                        |                                                                                     |                                                                                     | |                                       |                                       |
| Sebulba                         | Lewis MacLeod (voz)               |                      |                                                        |                                                                                     |                                                                                     | |                                       |                                       |
| Shmi Skywalker                  | Pernilla August                   | Pernilla August      |                                                        |                                                                                     |                                                                                     | |                                       |                                       |
| Jabba the Hutt                  | Larry Ward (voz)                  |                      |                                                        | Larry Ward (voz)                                                                    |                                                                                     | Larry Ward (voz)                                                                                               |                                       |                                       |
| Bib Fortuna                     | Matthew Wood                      |                      |                                                        |                                                                                     |                                                                                     | Michael Carter Erik Bauersfeld (voz)                                                                           |                                       |                                       |
| Chanceler Valorum               | Terence Stamp                     |                      |                                                        |                                                                                     |                                                                                     | |                                       |                                       |
| Mace Windu                      | Samuel L. Jackson                 | Samuel L. Jackson    | Samuel L. Jackson                                      |                                                                                     |                                                                                     | |                                       |                                       |
| Ki-Adi-Mundi                    | Silas Carson                      | Silas Carson         | Silas Carson                                           |                                                                                     |                                                                                     | |                                       |                                       |
| Capitão Typho                   |                                   | Jay Laga'aia         | Jay Laga'aia                                           |                                                                                     |                                                                                     | |                                       |                                       |
| Bail Organa                     |                                   | Jimmy Smits          | Jimmy Smits                                            |                                                                                     |                                                                                     | |                                       |                                       |
| Zam Wesell                      |                                   | Leeanna Walsman      |                                                        |                                                                                     |                                                                                     | |                                       |                                       |
| Jango Fett                      |                                   | Temuera Morrison     |                                                        |                                                                                     |                                                                                     | |                                       |                                       |
| Dexter Jettster                 |                                   | Ronald Falk (voz)    |                                                        |                                                                                     |                                                                                     | |                                       |                                       |
| Boba Fett                       |                                   | Daniel Logan         |                                                        | Jeremy Bulloch Jason Wingreen (voz) Temuera Morrison (voz; lançamento em DVD, 2004) | Jeremy Bulloch Jason Wingreen (voz) Temuera Morrison (voz; lançamento em DVD, 2004) | Jeremy Bulloch Jason Wingreen (voz) Temuera Morrison (voz; lançamento em DVD, 2004)                            |                                       |                                       |
| Owen Lars                       |                                   | Joel Edgerton        | Joel Edgerton                                          | Phil Brown                                                                          |                                                                                     | |                                       |                                       |
| Beru                            |                                   | Bonnie Piesse        | Bonnie Piesse                                          | Shelagh Fraser                                                                      |                                                                                     | |                                       |                                       |
| Cliegg Lars                     |                                   | Jack Thompson        |                                                        |                                                                                     |                                                                                     | |                                       |                                       |
| Count Dooku (Darth Tyranus)     |                                   | Christopher Lee      | Christopher Lee                                        |                                                                                     |                                                                                     | |                                       |                                       |
| General Grievous                |                                   |                      | Matthew Wood (voz)                                     |                                                                                     |                                                                                     | |                                       |                                       |
| Chewbacca                       |                                   |                      | Peter Mayhew                                           | Peter Mayhew                                                                        | Peter Mayhew                                                                        | Peter Mayhew                                                                                                   | Peter Mayhew                          | Peter Mayhew                          |
| Luke Skywalker                  |                                   |                      | Aidan Barton                                           | Mark Hamill                                                                         | Mark Hamill                                                                         | Mark Hamill | Mark Hamill                           | Mark Hamill                           |
| Leia Organa                     |                                   |                      | Aidan Barton                                           | Carrie Fisher                                                                       | Carrie Fisher                                                                       | Carrie Fisher                                                                                                  | Carrie Fisher                         | Carrie Fisher                         |
| Grand Moff Tarkin               |                                   |                      | Wayne Pygram                                           | Peter Cushing                                                                       |                                                                                     | |                                       |                                       |
| Han Solo                        |                                   |                      |                                                        | Harrison Ford                                                                       | Harrison Ford                                                                       | Harrison Ford                                                                                                  | Harrison Ford                         |                                       |
| Wedge Antilles                  |                                   |                      |                                                        | Denis Lawson                                                                        | Denis Lawson                                                                        | Denis Lawson                                                                                                   |                                       |                                       |
| Almirante Piett                 |                                   |                      |                                                        |                                                                                     | Kenneth Colley                                                                      | Kenneth Colley                                                                                                 |                                       |                                       |
| Lando Calrissian                |                                   |                      |                                                        |                                                                                     | Billy Dee Williams                                                                  | Billy Dee Williams                                                                                             |                                       |                                       |
| Almirante Ackbar                |                                   |                      |                                                        |                                                                                     |                                                                                     | Timothy M. Rose Erik Bauersfeld (voz)                                                                          | Timothy M. Rose Erik Bauersfeld (voz) | Timothy M. Rose Erik Bauersfeld (voz) |
| Wicket                          |                                   |                      |                                                        |                                                                                     |                                                                                     | Warwick Davis                                                                                                  |                                       |                                       |
| Lor San Tekka                   |                                   |                      |                                                        |                                                                                     |                                                                                     | | Max von Sydow                         |                                       |
| Rey                             |                                   |                      |                                                        |                                                                                     |                                                                                     | | Daisy Ridley                          | Daisy Ridley                          |
| Finn                            |                                   |                      |                                                        |                                                                                     |                                                                                     | | John Boyega                           | John Boyega                           |
| Poe Dameron                     |                                   |                      |                                                        |                                                                                     |                                                                                     | | Oscar Isaac                           | Oscar Isaac                           |
| Ben Solo (Kylo Ren)             |                                   |                      |                                                        |                                                                                     |                                                                                     | | Adam Driver                           | Adam Driver                           |
| Líder Supremo Snoke             |                                   |                      |                                                        |                                                                                     |                                                                                     | | Andy Serkis                           | Andy Serkis                           |
| Maz Kanata                      |                                   |                      |                                                        |                                                                                     |                                                                                     | | Lupita Nyong'o                        | Lupita Nyong'o                        |
| Capitã Phasma                   |                                   |                      |                                                        |                                                                                     |                                                                                     | | Gwendoline Christie                   | Gwendoline Christie                   |
| General Hux                     |                                   |                      |                                                        |                                                                                     |                                                                                     | | Domhnall Gleeson                      | Domhnall Gleeson                      |
| Amilyn Holdo                    |                                   |                      |                                                        |                                                                                     |                                                                                     | |                                       | Laura Dern                            |
| Tenente Connix                  |                                   |                      |                                                        |                                                                                     |                                                                                     | |                                       | Billie Lourd                          |
| Rose                            |                                   |                      |                                                        |                                                                                     |                                                                                     | |                                       | Kelly Marie Tran                      |

## Influências e temas
George Lucas relata que foi inspirado por diferentes gêneros, como: sériados cinematográficos, filme japonês, filme de faroeste, filme de guerra, mitologia; medievalismo, dentre outros.
Os seriados de aventura, especialmente o Commando Cody da Republic Pictures e Flash Gordon, estrelados por Buster Crabbe; O trabalho do ensaísta Joseph Campbell (quem Lucas considera mentor) o influenciou fortemente (especialmente O Herói de Mil Faces); Os cavaleiros medievais e paladinos, do feudalismo, também inspiraram vários personagens e conceitos presentes na franquia; As obras do diretor Akira Kurosawa (incluindo a Fortaleza Escondida e Sete Samurais), sendo o termo jedi é derivado de jidaigeki, nome dado as narrativas japonesas sobre samurais.
As cenas da batalha final em Uma Nova Esperança são baseadas em combates aéreos da Segunda Guerra Mundial, presentes nos filmes de guerra dos anos 1950 e 1960. Já a cena final, onde os heróis são condecorados com medalhas veio do filme Os Três Mosqueteiros e Triunfo da vontade.

### Temáticas
A saga Star Wars faz uso de arquétipos, comuns na ficção científica e na mitologia antiga, assim como da música erudita presente nesses gêneros. A utilização do monomito, conhecido também como Jornada do Herói do mitólogo Joseph Campbell, é uma constante nos filmes: O herói caído (Anakin\Ben Solo), as tensões pais\filhos (Anakin\Obi-Wan, Luke\Vader e Kylo Ren\Han Solo), as donzelas (Padmé\Leia\Rey) que não são indefesas mas mulheres fortes, o amor que perdura apesar das adversidades\separações (Padmé\Anakin e Leia\Han). A reinterpretação dos arquétipos mitológicos é a base da intemporalidade dos filmes, pois focam temáticas com que todos se relacionam, incorporando em conceitos modernos.
Um exemplo da utilização do monomito ao longo da série é o paralelismo entre as histórias de Anakin e Luke Skywalker: Ambos são encontrados ainda jovens por um ancião que os introduz a um universo mais amplo, revelando-lhes as suas habilidades, ambos os anciãos sabem algo sobre a sua origem que os próprios desconhecem (Qui-Gon-Jin e a profecia sobre o Escolhido e Obi-Wan Kenobi e a identidade de Darth Vader), ambos veem o seu mestre morto antes de terem o seu treino completo, sendo adotados por um mestre com uma relação aluno/professor com o mestre anterior (Obi-wan é o antigo padawan de Qui-Gon e Yoda é um antigo mestre de Qui-Gon). Ambos evidenciam-se no uso da Força (Anakin ultrapassa os seus mestres e Luke evolui quase sem treino), ambos são assolados por fortes emoções: amor e raiva. Anakin sente amor por Padmé e raiva pela morte da sua mãe e Luke sente amor pelos seus amigos e raiva pela morte dos seus tios, ambos vêm essas emoções utilizadas contra si na tentativa de os persuadir para o Lado Negro da Força e ambos são salvos pela compaixão que sentem. Luke pela compaixão pelo seu pai, não o matando quando teve oportunidade e Anakin pela compaixão pelo seu filho, não deixando que o Imperador o matasse.

### Ambientação

Cena icônica do primeiro Star Wars (1977), mostrando os dóis sóis do planeta Tatooine.

Os eventos descritos no universo de Star Wars ocorrem em uma galáxia fictícia. Diversas espécies de criaturas alienígenas (frequentemente humanóides) são retratadas. Dróides robóticos também são corriqueiros, sendo geralmente construídos para servir a seus donos. Viagens pelo espaço são comuns, e muitos planetas são integrantes da República Galáctica, posteriormente reorganizada como o Império Galáctico.
Um dos elementos de destaque em Star Wars é a "Força", uma energia onipresente que pode ser utilizada por aqueles com habilidade para tal, conhecidos como Sensitivos à Força. É descrita no primeiro filme produzido como um "campo de energia criado por todas os seres vivos, que nos cerca, nos permeia e mantém a galáxia unida". Ela pode ser sentida melhor por quem possui maior número de midi-clorians, que são uma espécie de micro-organismos que vivem em simbiose com os seres humanos. A Força permite aos seus usuários realizar diversos feitos sobrenaturais, podendo também amplificar certas características físicas, como velocidade e reflexos e impulso; essas habilidades variam entre os personagens e podem ser melhoradas através de treino. Apesar da Força ser usada para o bem, existe um lado sombrio que, quando alcançado, preenche seu portador de ódio, agressão e maldade.
Os seis filmes apresentam os Jedi, que usam a Força para o bem, e os Sith, que usam o lado sombrio para o mal, em uma tentativa de dominar a galáxia. No Universo Expandido de Star Wars, muitos dos pertencentes ao lado sombrio não são Sith, sendo isso determinado principalmente pela "Regra de Dois" que estabelece que podem existir apenas dois Siths, um mestre e seu discípulo.

## Impacto cultural

O icônico sabre de luz

Star Wars revolucionou o cinema e a forma de se fazer filmes. Surge aqui o conceito de blockbuster (filme arrasa-quarteirão) com grandes bilheteiras e orçamentos. O público jovem era o novo alvo da indústria. Iniciou-se a era do ''cinema comercial'', voltado a série de sucessos que geram produtos derivados. As inúmeras técnicas criadas pela Industrial Light & Magic revolucionaram a indústria de efeitos especiais no cinema e outros estúdios começaram a investir em tecnologia. Outra empresa revolucionária fundada por Lucas para fazer Star Wars é a Skywalker Sound que inovou no uso de som do cinema. Entre as empresas criadas por George Lucas, que depois se tornaram independentes, estão Avid Technology, THX e Pixar Animation Studios hoje pertencente a Disney. A trilha sonora icônica de John Williams é mundialmente conhecida até por quem nunca assistiu aos filmes. A trilha sonora de Star Wars (1977) foi eleita pelo American Film Institute (AFI) a mais memorável de todos os tempos.
O AFI também elegeu Han Solo e Obi-Wan Kenobi dois dos 100 maiores heróis do cinema americano e Darth Vader o 3º maior vilão do cinema americano. A frase "Que a Força esteja com você" foi eleita a 8º fala mais memorável pelo AFI e o primeiro Star Wars ficou em 15º lugar na lista dos 100 maiores filmes do cinema americano pelo AFI.
George Lucas, com Star Wars, tornara-se o cineasta independente de maior sucesso do cinema. Lucas colocou praticamente todo dinheiro ganho com Star Wars na produção de O Império Contra-Ataca, não se rendendo ao poder dos estúdios. Na verdade, Lucas foi responsável por revitalizar a força daquilo que ele sempre combateu como cineasta independente.
Em 2005, a Revista Forbes estimou o rendimento total gerado pela franquia Star Wars (durante o percurso de seus 28 anos de história) em aproximadamente US$ 20 000 000 000,00 (vinte bilhões), hoje estimada em 30 bilhões, facilmente fazendo-a uma das franquias baseadas em filmes de maior sucesso de todos os tempos. Também na Forbes, na lista das pessoas mais ricas do mundo publicada na revista em 2004, George Lucas aparece em 153º lugar, com uma fortuna estimada em 3 bilhões de dólares.
Inúmeros eventos e convenções de fãs são realizadas anualmente em honrar a Star Wars, como Star Wars Celebration.

## Em outras mídias

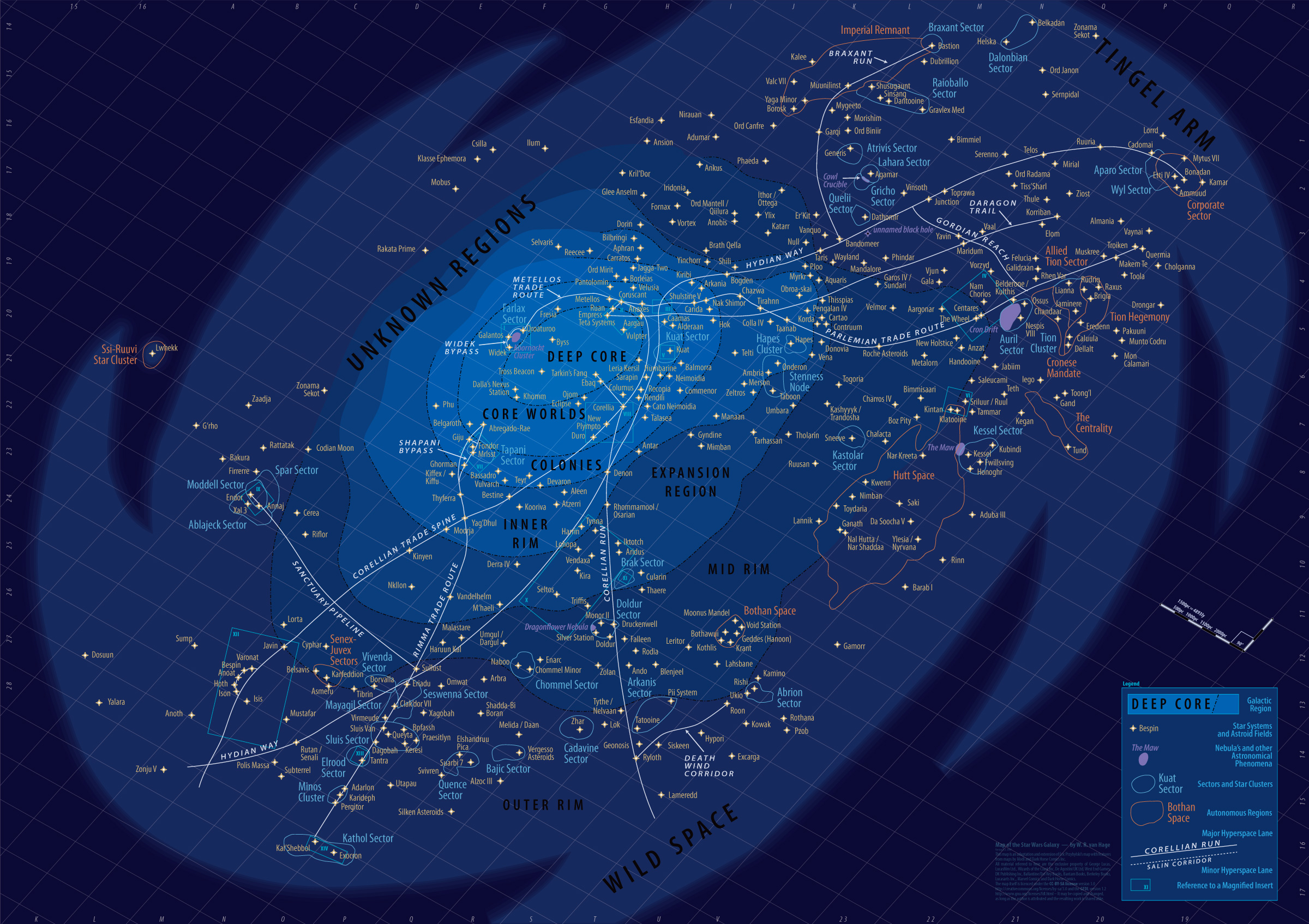
Mapa da galáxia fictícia de Star Wars

O termo Universo Expandido (UE) é um termo genérico para material licenciado de Star Wars fora dos filmes lançados no cinema. O material se expande as histórias contadas nos filmes, podem se passar em qualquer época, de 25 mil anos antes de A Ameaça Fantasma ou anos depois de O Retorno de Jedi. Atualmente, essas histórias foram descanonizadas pela Disney e são lançadas com o selo Legends. Isso ocorreu por que no UE existem inúmeras histórias depois dos eventos do Retorno de Jedi e isso iria contradizer a nova trilogia. Além de que, o UE sempre foi mais livre com algumas histórias se contradizendo, então para ''organizar'', a Disney transformou o antigo UE em Legends, não-canônico.

### Romances
O primeiro livro de Star Wars antecede o lançamento do primeiro filme, com a romantização do primeiro filme lançada em dezembro de 1976, com o subtítulo "From the Adventures of Luke Skywalker". Creditado a Lucas, a romantização foi escrita por um escritor-fantasma, Alan Dean Foster, seguido rapidamente pelo romance Splinter of the Mind's Eye, também escrito por Alan Dean Foster, publicado em abril de 1978. Lofo depois, foram publicadas romantizações de de The Empire Strikes Back (1980), de Donald F. Glut e Return of the Jedi (1983), de James Kahn, assim como a trilogia Han Solo Adventures (1979-1980), de Brian Daley, e The Adventures of Lando Calrissian (1983) trilogia de L. Neil Smith.
A trilogia best-seller Thrawn de de Timothy Zahn (1991-1993), reacendeu o interesse pela franquia e introduziu os personagens populares, o Grande Almirante Thrawn, Mara Jade, Talon Karrde e Gilad Pellaeon. O primeiro romance, Herdeiro do Império, alcançou a posição # 1 na lista de best-sellers do New York Times, e a série encontra Luke, Leia e Han enfrentando o gênio tático Thrawn, que está planejando retomar a galáxia para o Império. Em O namoro da Princesa Leia (1994), de Dave Wolverton, ambientado imediatamente antes da trilogia Thrawn, Léia considera um casamento político vantajoso com o príncipe Isolder do planeta Hapes, mas ela e Han se casam. Shadows of the Empire, de Steve Perry (1996), ambientado entre O Império Contra-Ataca e O Retorno de Jedi, fazia parte de uma campanha multimídia que incluía uma série de quadrinhos e um videogame. O romance introduziu o senhor do crime Príncipe Xizor, outro personagem popular que apareceria em várias outras obras. Outras séries notáveis da Bantam Books incluem a trilogia Jedi Academy (1994), de Kevin J. Anderson, a série Young Jedi Knights de 14 livros (1995-1998) por Anderson e Rebecca Moesta, e a série X-wing (1996–2012) de Michael A. Stackpole e Aaron Allston.
A editora Del Rey assumiu a publicação de livros Star Wars em 1999, lançando o que viria a ser uma série de romances de 19 livros chamada The New Jedi Order (1999-2003). Escrito por vários autores, a série foi definida 25 a 30 anos após os filmes originais e introduziu o Yuuzhan Vong, uma poderosa raça alienígena tentando invadir e conquistar toda a galáxia. A série de best-sellers Legacy of the Force (2006-2008) narra o cruzamento de Han e Leia com Jacen Solo para o lado negro da Força; entre suas más ações, ele mata a esposa de Luke, Mara Jade, como um sacrifício para se juntar aos Sith. Apesar de não ser mais canônica, a história lembra The Force Awakens, onde Han e Leia são pais de Ben Solo, que se tornou o sombrio Kylo Ren.
Três séries estabelecidas na era Prequel foram introduzidas para o público mais jovem: Jedi Apprentice de 18 livros (1999-2002) narra as aventuras de Obi-Wan Kenobi e seu mestre Qui-Gon Jinn nos anos anteriores à The Phantom Menace; Jedi Quest de 11 livros (2001-2004) segue Obi-Wan e seu próprio aprendiz, Anakin Skywalker entre The Phantom Menace e Attack of the Clones; e The Last of the Jedi de 10 livro (2005–2008), ambientado quase imediatamente após Revenge of the Sith, apresenta Obi-Wan e os últimos sobreviventes Jedi. Maul: Lockdown de Joe Schreiber, lançado em janeiro de 2014, foi o último romance de Star Wars publicado antes da Lucasfilm anunciar a criação do selo Star Wars Legends.
Embora Thrawn tenha sido designado como um personagem Legends em 2014, ele foi reintroduzido no cânone na terceira temporada de Rebels, em 2016, com Zahn retornando para escrever mais romances baseados no personagem, e ambientado no novo cânone.

### Histórias em quadrinhos
A Marvel Comics publicou uma série de quadrinhos de Star Wars de 1977 a 1986. Os quadrinhos originais de Star Wars foram publicados na revista Pizzazz da Marvel entre 1977 e 1979. Os capítulos de 1977 foram as primeiras histórias originais de Star Wars que não foram diretamente adaptadas dos filmes publicadas de forma impressa, uma vez que precederam a revista em quadrinhos de Star Wars. De 1985 a 1987, as séries animadas infantis Ewoks e Droids inspiraram séries de quadrinhos do selo Star Comics da Marvel.
Dois meses depois da estreia do primeiro filme, a Marvel Comics iniciou a publicação da revista em quadrinhos Star Wars, os seis primeiros números da série eram uma adaptação do filme, a primeira inédita da revista apareceu na sétima edição, publicada em janeiro de 1978.
No final dos anos 80, a Marvel deixou de publicar quadrinhos da franquia, que só voltaria a ser publicada na década seguinte, a editora escolhida foi a Dark Horse Comics, começando pela popular série Dark Empire (1991-1995). Dark Horse lançou dezenas de séries após a trilogia original, incluindo Tales of the Jedi (1993-1998), X-wing Rogue Squadron (1995-1998), Star Wars: Republic (1998-2006), Star Wars Tales (1999–2005), Star Wars: Empire (2002–2006) e Star Wars: Knights of the Old Republic (2006–2010).
Após a aquisição da Lucasfilm pela Disney, foi anunciado em janeiro de 2014 que em 2015 a licença de quadrinhos da franquia voltaria para a Marvel Comics,cuja empresa controladora, a Marvel Entertainment, foi comprada pela Disney em 2009. Lançada em 2015, as três primeiras publicações foram Star Wars, Darth Vader e a minissérie Princess Leia.
Em 2017, a IDW Publishing lançou a série antológica Star Wars Adventures. Em 2022, a Dark Horse voltou a publicar novos quadrinhos e graphic novels de Star Wars.

### Jogos eletrônicos
O primeiro jogo eletrônico foi Star Wars Electronic Battle Command, lançado em 1979 pela Kenner. Em 1982, a Parker Brothers publicou o primeiro videogame de Star Wars para o Atari 2600, The Empire Strikes Back. Ele foi seguido em 1983 pelo jogo de arcade rail shooter da Atari, Star Wars, que usava gráficos vetoriais e foi baseado na cena da corrida na Estrela da Morte do filme de 1977. O próximo jogo, Return of the Jedi (1984), usava gráficos raster mais tradicionais,[carece de fontes?] com o jogo seguinte The Empire Strikes Back (1985) retornando aos gráficos vetoriais.
Em 1991, foi lançado Star Wars para Nintendo Entertainment System, seguido por uma sequência no ano seguinte. Super Star Wars também foi lançado em 1992, seguido por duas sequências ao longo dos próximos dois anos.
A Lucasfilm iniciou sua própria empresa de videogames em 1982, conhecida por jogos de aventura e jogos de combate de voo ambientados na Segunda Guerra Mundial. Em 1993, a LucasArts lançou Star Wars: X-Wing, o primeiro videogame autopublicado da franquia e o primeiro simulador de voo espacial baseada na franquia. Foi um dos jogos mais vendidos de 1993 e estabeleceu sua própria série de jogos. A série Rogue Squadron, lançada entre 1998 e 2003, também se concentrou em batalhas espaciais durante os filmes.
Dark Forces (1995), um jogo híbrido de aventura que incorpora quebra-cabeças e estratégia, foi o primeiro jogo de tiro em primeira pessoa de Star Wars. Ele apresentava gráficos e de jogabilidade incomuns em outros jogos, possibilitadas pelo mecanismo de jogo customizado da LucasArts, o Jedi. O jogo foi bem recebido, e seguido por quatro sequências. A série introduziu Kyle Katarn, que apareceria em vários jogos, romances e histórias em quadrinhos. Katarn é um ex-stormtrooper que se junta à rebelião e se torna um Jedi, um enredo semelhante ao de Finn em The Force Awakens.
Um MMORPG, Star Wars Galaxies, estava em operação de 2003 a 2011. Em 2011, o jogo foi descontinuado em prol de um novo MMO de Star Wars a entrar no mercado em dezembro do mesmo ano: Star Wars: The Old Republic.
A Disney associou-se à Lenovo para criar o jogo de realidade aumentada Jedi Challenges, lançado em novembro de 2017.
Em agosto de 2018, foi anunciado que a Zynga publicaria jogos para dispositivos móveis gratuitos do Star Wars.

### Merchandising

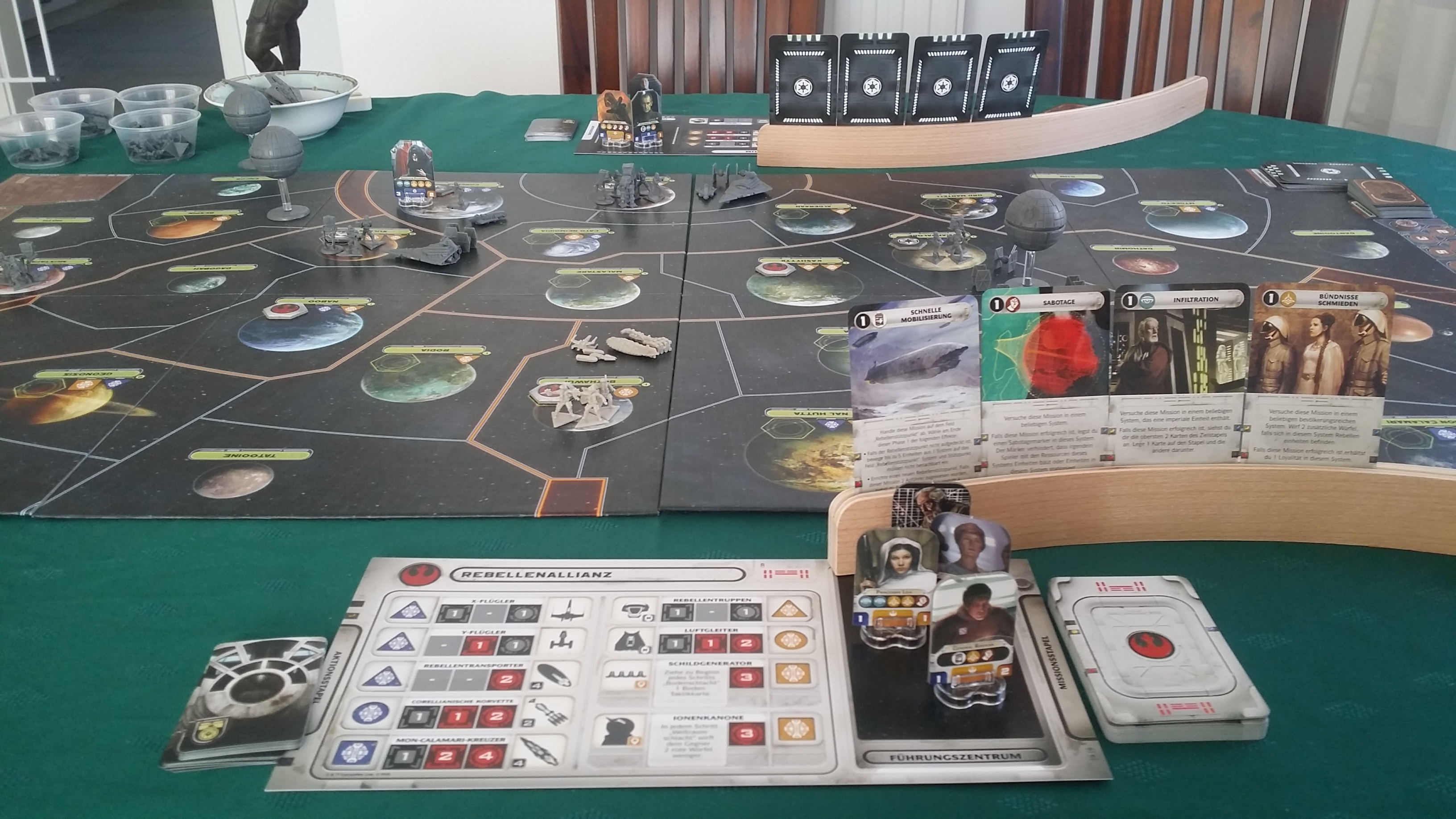
Jogo de tabuleiro de Star Wars

O sucesso dos filmes de Star Wars levou a franquia a se tornar uma das franquias mais vendidas do mundo. Enquanto filmava o filme original de 1977, George Lucas decidiu pagar US$ 500 000,00 a seu salário como diretor em troca da propriedade plena dos direitos de merchandising da franquia. Os primeiros seis filmes produziram aproximadamente US$ 20 bilhões em receita de merchandising.
Kenner fez os primeiros action figures de Star Wars coincidirem com o lançamento do filme, e hoje os bonecos originais são altamente valiosos. Desde os anos 90, a Hasbro detém os direitos de criar action figures baseadas na saga. Star Wars foi a primeira propriedade intelectual a ser licenciada na história da Lego, que produziu um tema de LEGO Star Wars. Lego produziu curtas-metragens animados de animação e minisséries de comédia para promover seus sets. Os jogos de videogames de Lego Star Wars são os mais aclamados pela crítica.
Em 1977, o jogo de tabuleiro Star Wars: Escape from the Death Star foi lançado, não deve ser confundido com o jogo de tabuleiro com o mesmo nome publicado em 1990. Um Monopoly de Star Wars e versões temáticas do Trivial Pursuit and Battleship foram lançados em 1997, com versões atualizadas lançadas nos anos seguintes. O jogo de tabuleiro Risk foi adaptado em duas edições pela Hasbro: The Clone Wars Edition(2005) e a Original Trilogy Edition (2006). RPGs de mesa de Star Wars foram desenvolvidos: uma versão da West End Games nas décadas de 1980 e 1990, uma da Wizards of the Coast na década de 2000 e outra da Fantasy Flight Games na década de 2010.
Os cards de Star Wars foram publicados desde a primeira série "azul", pela Topps, em 1977. Dezenas de séries foram produzidas, sendo a Topps a empresa licenciada nos Estados Unidos. Algumas das séries de cardssão de fotos promocionais de filmes, enquanto outros são de artes originais. Muitos dos cards tornaram-se altamente colecionáveis com alguns "promos" muito raros, como o card Galaxy "floating Yoda" P3 da série II de 1993, que geralmente custava US$ 1 000 ou mais. Embora a maioria dos conjuntos de "base" ou "card comum" sejam abundantes, muitos "cards de inserção" ou "cards de perseguição" são muito raros. De 1995 a 2001, a Decipher, Inc. tinha a licença para, criou e produziu um jogo de cartas colecionáveis baseado em Star Wars; o jogo Star Wars Collectible Card Game (também conhecido como SWCCG).

### Projetos multimídia
Shadows of the Empire (1996) foi um projeto multimídia ambientado entre The Empire Strikes Back e Return of the Jedi, que incluiu um romance de Steve Perry, uma série de quadrinhos, um videogame e action figures. The Force Unleashed (2008–2010) foi um projeto similar entre Revenge of the Sith e A New Hope, que incluiu um romance, um videogame de 2008 e sua sequência de 2010, uma graphic novel, um suplemento de RPG e brinquedos.

## Relançamento em 3D
Em setembro de 2010, a Lucasfilm confirmou que iria converter todos os seis filmes da saga Star Wars em 3D. Segundo a produtora, todos os episódios seriam relançados nos cinemas neste formato, começando por Star Wars Episódio I: A Ameaça Fastasma, cuja reestreia aconteceu em 10 de fevereiro de 2012, nos Estados Unidos. Um porta-voz da produtora informou que a ideia é lançar os filmes amplamente e possivelmente na maior parte dos territórios ao mesmo tempo. A distribuição seria novamente da Fox. Em agosto de 2012, a Lucasfilm anunciou através do Facebook que os Episódios II e III, seriam relançados em 2013. Ataque dos Clones tinha sua estreia marcada para 20 de setembro de 2013, e A Vingança dos Sith, viria semanas depois, em 11 de outubro de 2013.
Apesar das expectativas, a conversão do Episódio I para o formato 3D não agradou os fãs, o que resultou em um baixo retorno financeiro e críticas ao resultado final.
Em Janeiro de 2013 a Disney cancelou o lançamento dos Episódios II e III para focar esforços nos novos episódios da franquia.

## Recepção

### Crítica
| Filme                              | Rotten Tomatoes    |
| ---------------------------------- | ------------------ |
| Star Wars                          | 93% (104 resenhas) |
| Star Wars: The Empire Strikes Back | 94% (88 resenhas)  |
| Star Wars: Return of the Jedi      | 80% (85 resenhas)  |
| Star Wars: The Phantom Menace      | 55% (213 resenhas) |
| Star Wars: Attack of the Clones    | 65% (244 resenhas) |
| Star Wars: Revenge of the Sith     | 79% (284 resenhas) |
| Star Wars: The Clone Wars          | 18% (164 resenhas) |
| Star Wars: The Force Awakens       | 92% (361 resenhas) |
| Rogue One: A Star Wars Story       | 85% (325 resenhas) |
| Star Wars: The Last Jedi           | 91% (417 resenhas) |
| Solo: A Star Wars Story            | 70% (422 resenhas) |